# Amadeus II van Montfaucon
Amadeus II van Montfaucon (circa 1130 - 1195) was van 1150 tot 1195 heer van Montfaucon en van 1163 tot 1195 graaf van Montbéliard.

## Levensloop
Amadeus was de zoon van heer Richard II van Montfaucon en Sophia van Montbéliard, de dochter van graaf Diederik II van Montbéliard. Na de dood van zijn vader rond het jaar 1150 erfde hij de heerlijkheid Montfaucon en na de dood van zijn grootvader langs moederkant in 1163 erfde hij het graafschap Montbéliard.
Hij huwde met Beatrix van Joinville. Uit dit huwelijk werden meerdere dochters geboren, evenals twee zonen:
- Richard III (overleden in 1227), graaf van Montbéliard
- Wouter (1180-1212), regent van Cyprus

Op het einde van zijn bewind had Amadeus een conflict met graaf Otto I van Bourgondië, omdat die zijn macht in de Elzas ten koste van Amadeus wilde uitbreiden. Bij onderhandelingen met Otto in het voorjaar van 1195 liep de situatie echter zodanig uit de hand dat Otto Amadeus eigenhandig doodde.